# Výročí
Výročí je kalendářní datum nějaké významné historické události nebo události, která je důležitá pro určitou osobu, národ, stát nebo náboženství. Pokaždé v tento den se na událost (případně na její začátek nebo konec) vzpomíná a nějakým způsobem se připomíná. Může to být výročí začátku nebo konce války, katastrofy, revoluce a kontrarevoluce apod. Částečně do této skupiny patří i oslavy státních národních svátků.
Příklady výročí:
- 17. listopad – Sametová revoluce
- 8. květen – Den vítězství
- 28. říjen – Vznik Československa

Dle typu připomínané události může jít např. o:
- výročí založení nebo vzniku
- výročí bitvy, katastrofy, stěžejního objevu, průkopnického činu
- výročí ukončení
- výročí narození, úmrtí nebo svatby
- den spojený s výročím svatého - (vztahuje se k výročí v jeho životopisu nebo ke kanonizaci)

## Názvy výročí
- narozeniny – nejobvyklejší výročí, kdy se každoročně připomíná narození určité osoby. Obvykle bývají narozeniny spojeny s malou nebo větší oslavou. Datum takové oslavy může být z praktických důvodů posunuto o několik dní dříve nebo později.
- výročí svatby – připomínka dne sňatku

## Názvy výročí podle počtu let
- milénium – 1000 let